# 돈 프렌치
돈 프렌치(Dawn French, 1957년 10월 11일 ~ )는 잉글랜드의 배우, 스탠드업 코미디언이다.

## 출연 작품
- 나일 강의 죽음 (2022) - 바워즈 부인 역
- 앱솔루틀리 패벌러스: 더 무비 (2016)
- 빌리와 용감한 녀석들 3D (2010)
- 싸이코빌 시즌1 (2009)
- 코렐라인: 비밀의 문 (2009)
- 라크 라이즈 투 캔들포드 시즌1 (2008)
- 잠자는 살인 (2006)
- 러브 & 트러블 (2006)
- 나니아 연대기 - 사자, 마녀 그리고 옷장 (2005)
- 해리 포터와 아즈카반의 죄수 (2004)
- 메이비 베이비 (2000)
- 데이빗 코퍼필드 (1999)
- 워터쉽 다운의 토끼들 - 시리즈 (1999)
- 피노키오의 모험 (1996)
- 앱솔루틀리 패벌러스 (1992)
- 이트 더 리치 (1987)